# Poule de Padoue
Pour les articles homonymes, voir Padoue (homonymie).
La padoue est une race de poule domestique européenne d'ornement, fameuse pour sa grande huppe.

## Origine
La padoue est issue d'anciennes volailles de campagne européennes, dotées de huppes, provenant d'Italie, des Pays-Bas, d'Allemagne ou de Pologne. Les poules huppées existent depuis l'Antiquité. En effet, des statuettes en marbre de poulets à huppe datant des Ier – IIe siècles ont été observées par le zoologiste italien Alessandro Ghigi. Elles se trouvent aux Musées du Vatican dans la Sala degli Animali, depuis 1927 . De plus, un squelette de poulet qui présente un crâne de Padoue, c'est-à-dire une excroissance, datant du IVe siècle a été découvert dans le Gloucestershire, en Angleterre .
Plusieurs hypothèses sont émises, quant à l'origine de la padoue. La première suggère que cette poule provient d'Italie, et plus particulièrement de la ville de Padoue . La deuxième hypothèse est que la padoue serait originaire des Pays-Bas. Le marquis Giovanni Dondi aurait ramené cette volaille de là-bas jusqu'en Italie entre 1330 et 1388 . Néanmoins, aucun écrit sur ce voyage n'a été fait à l'époque, et le premier qui relate cette hypothèse date de 1676. En revanche, il est possible d'observer des poulets huppés dans le tableau intitulé L'Annonciation peint en 1397 par le peintre italien Jacopo da Verona dans l'oratoire Saint-Michel de Padoue. La padoue est donc présente en Italie depuis au moins le XIVe siècle . La dernière hypothèse est que le nom de Padoue est un hommage à Madame de Pompadour qui aimait beaucoup cette race de poules. Cependant, cette hypothèse semble la moins plausible... Même si ses origines sont floues, la padoue est donc actuellement reconnue comme provenant de Padoue.
En 1600, la padoue est décrite et illustrée en Italie par Ulisse Aldrovandi sous le nom de gallina patavina dans son encyclopédie sur l’ornithologie nommée Ornithologiae tomus alter cum indice copiosissimo variarum linguarum. Elle est également représentée dans des tableaux hollandais du XVIIe siècle . Elle est élevée en Allemagne depuis le XVIIIe siècle dans ses principaux coloris. 
La version naine a été sélectionnée au XIXe siècle en Angleterre, notamment par l'éleveur de poules naines William Entwisle vers 1870, puis aux Pays-Bas où de nombreuses petites poules huppées vivent .

## Description
La padoue est une volaille de type fermier de taille moyenne, au port fier et relevé, dotée d'une grande huppe pleine. Fort semblable à la Hollandaise huppée, elle se différencie par une barbe et des favoris bien développés. Son plumage lisse et serré au corps, sauf pour les naines où il peut être frisé. 
C'est une volaille purement ornementale, du fait que sa huppe volumineuse, sa barbe épaisse et ses favoris la rendent relativement vulnérable à l'humidité. Elle est cependant classée comme pondeuse honnête avec ses 120 œufs pondus par an, mais elle reste une piètre couveuse. Elle peut revêtir des coloris surprenants, comme la robe doré à liserés blancs (ou chamois), et se rencontre couramment en forme naine.
La padoue est une race de poules vives mais amicales. La variété naine est plus douce que la grande race.

### Standard
- Crête : absente.

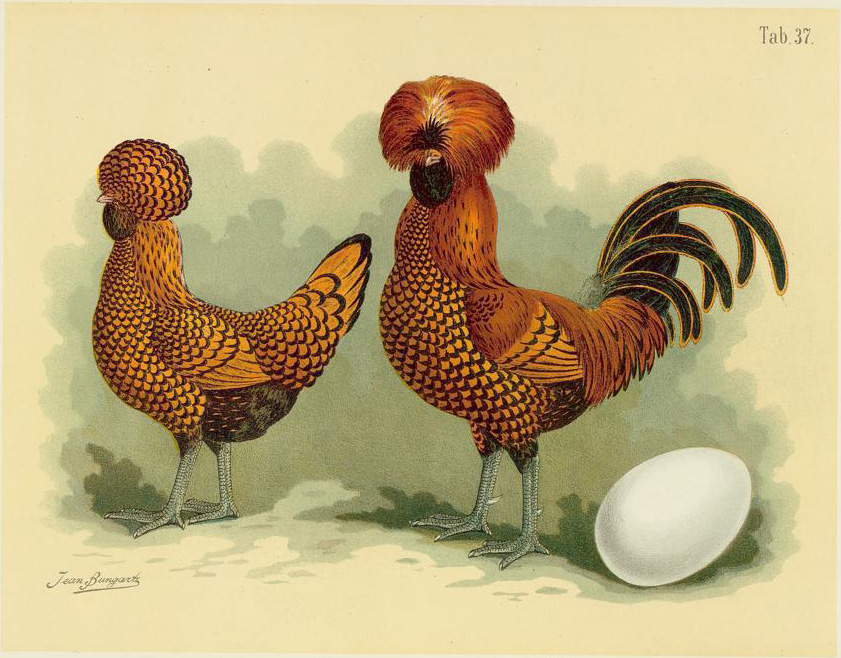
Représentation de padoues doré liseré noir, datant de 1885.

- Oreillons : petits; dissimulé par la barbe.
- Couleur des yeux : couleur selon la variété de coloris.
- Couleur de la peau : blanche.
- Couleur des Tarses : couleur selon la variété de coloris.
- Variétés de plumage pour la grande race : argenté liseré noir, doré liseré noir, fauve liseré blanc, noir, blanc, bleu liseré, coucou, gris perle, porcelaine bariolé.
- Variété de plumage pour la naine : argenté liseré noir, dor liseré noir, fauve liseré blanc, noir, blanc, bleu liseré, coucou. Toutes ces variétés sont admises en plumage frisé.
- Couleur du bec : couleur correspondant à celle des tarses.

Grande race :
- Masse idéale : Coq : 2 à 2,25 kg ; Poule : 1,5 à 2 kg.
- Œufs à couver : min. 50 g, coquille blanche.
- Diamètre des bagues : coq : 18 mm ; poule : 16 mm.

Naine:
- Masse idéale : Coq : 900 g ; Poule : 800 g.
- Œufs à couvert : min. 35 g, coquille blanche.
- Diamètre des bagues : Coq : 13 mm ; poule : 11 mm.

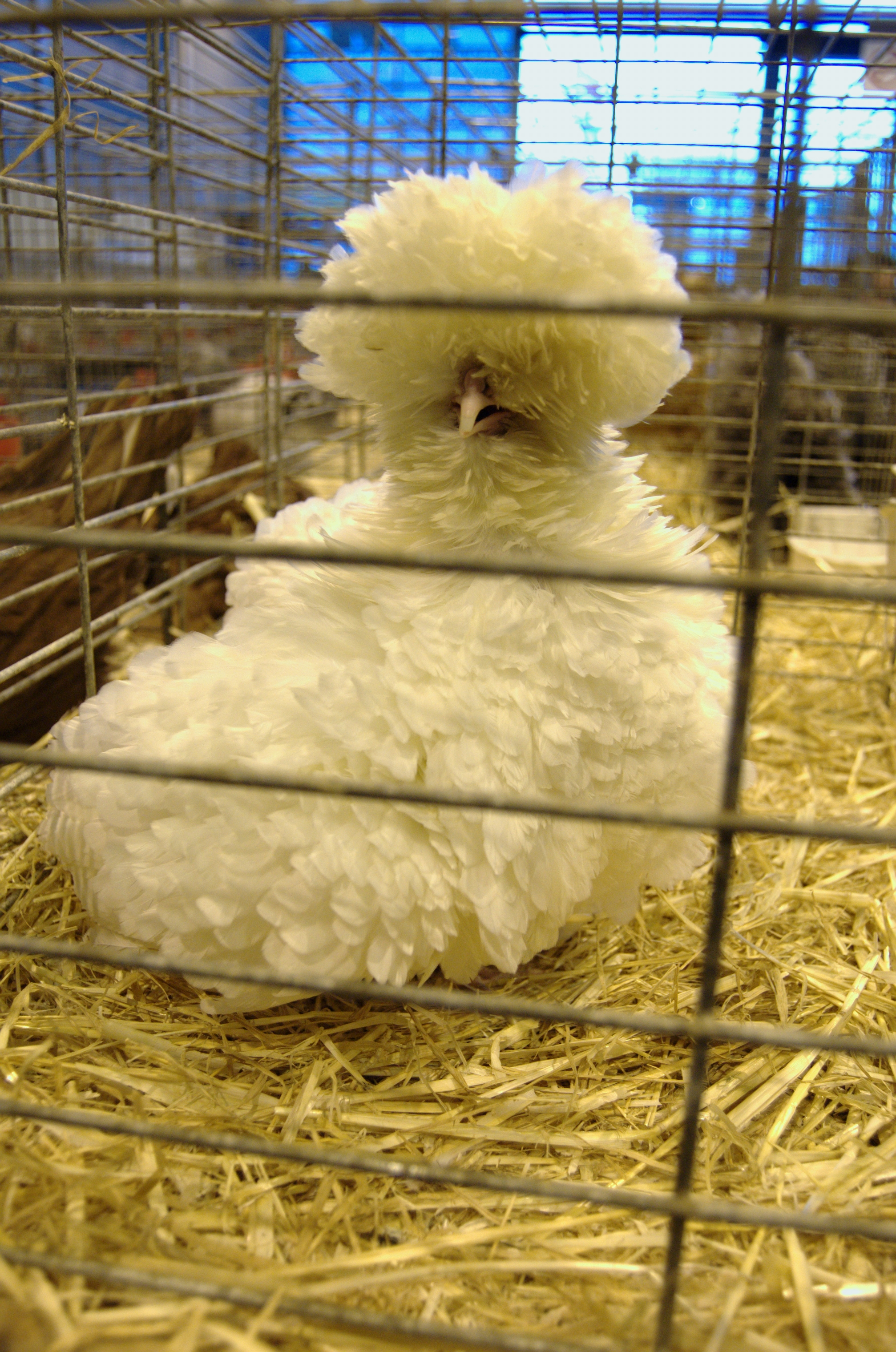
Poule padoue naine frisée blanche.
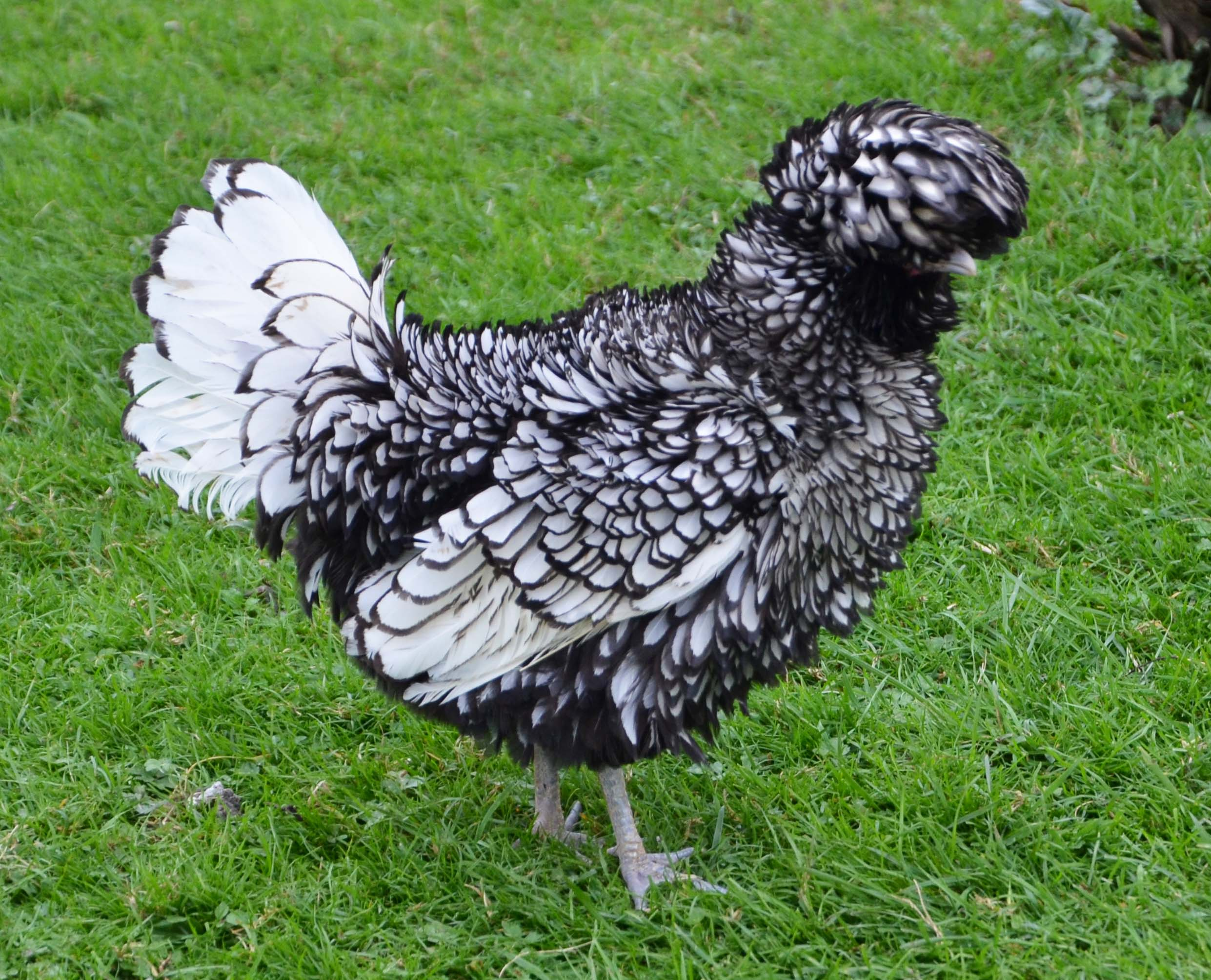
Poule padoue naine frisée argenté liseré noir.
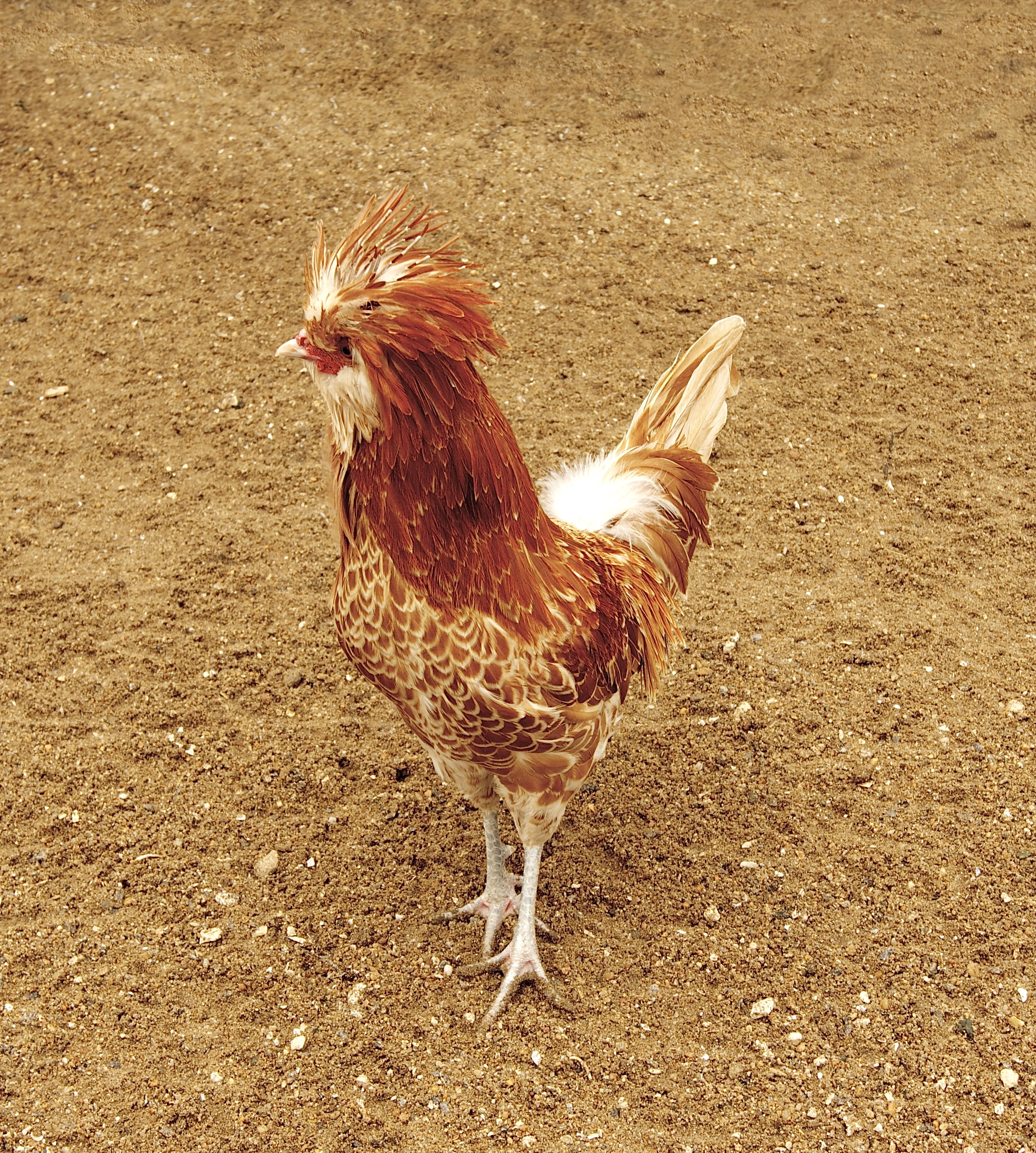
Coq padoue chamois liseré blanc.
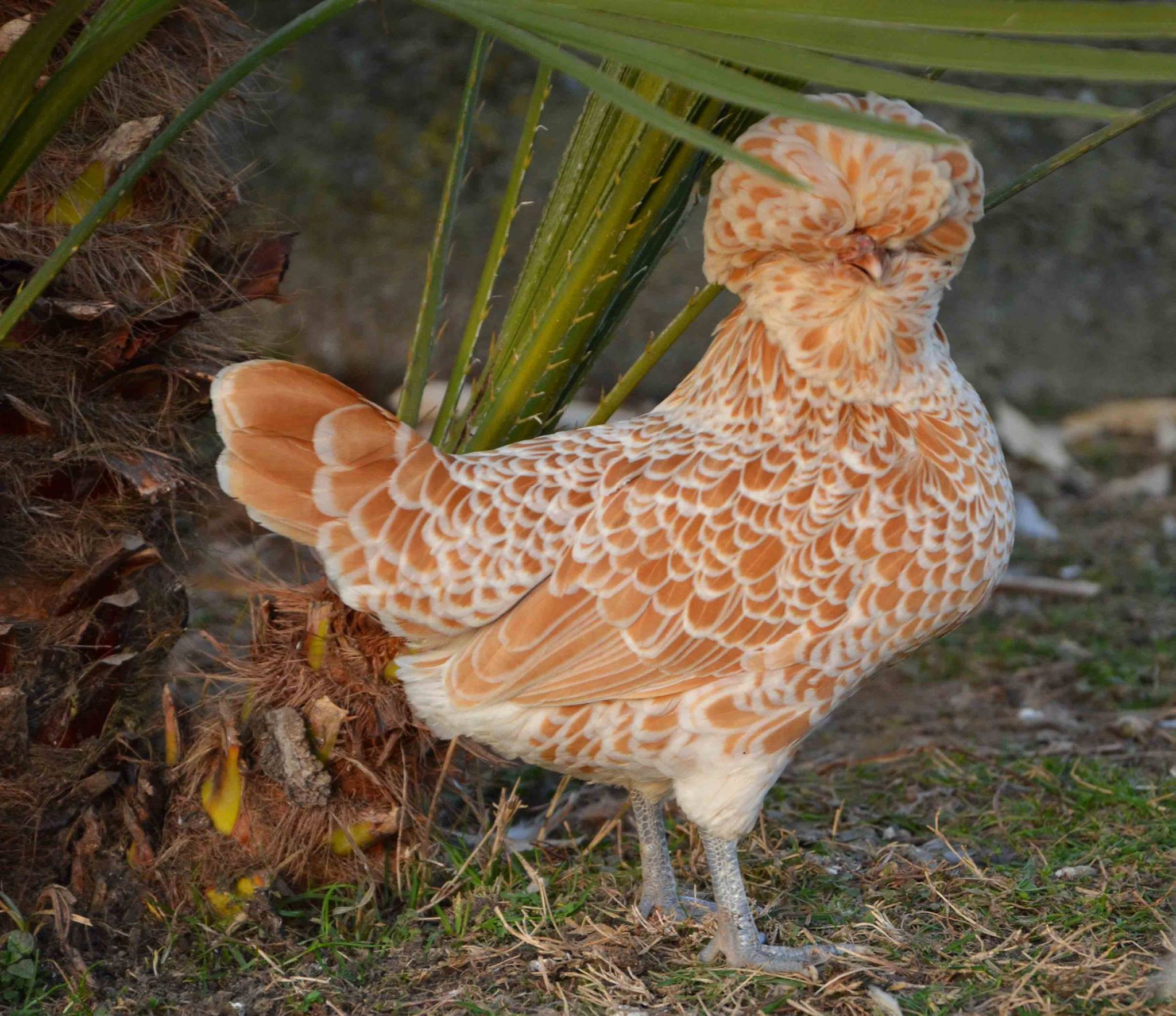
Poule padoue naine chamois liseré blanc
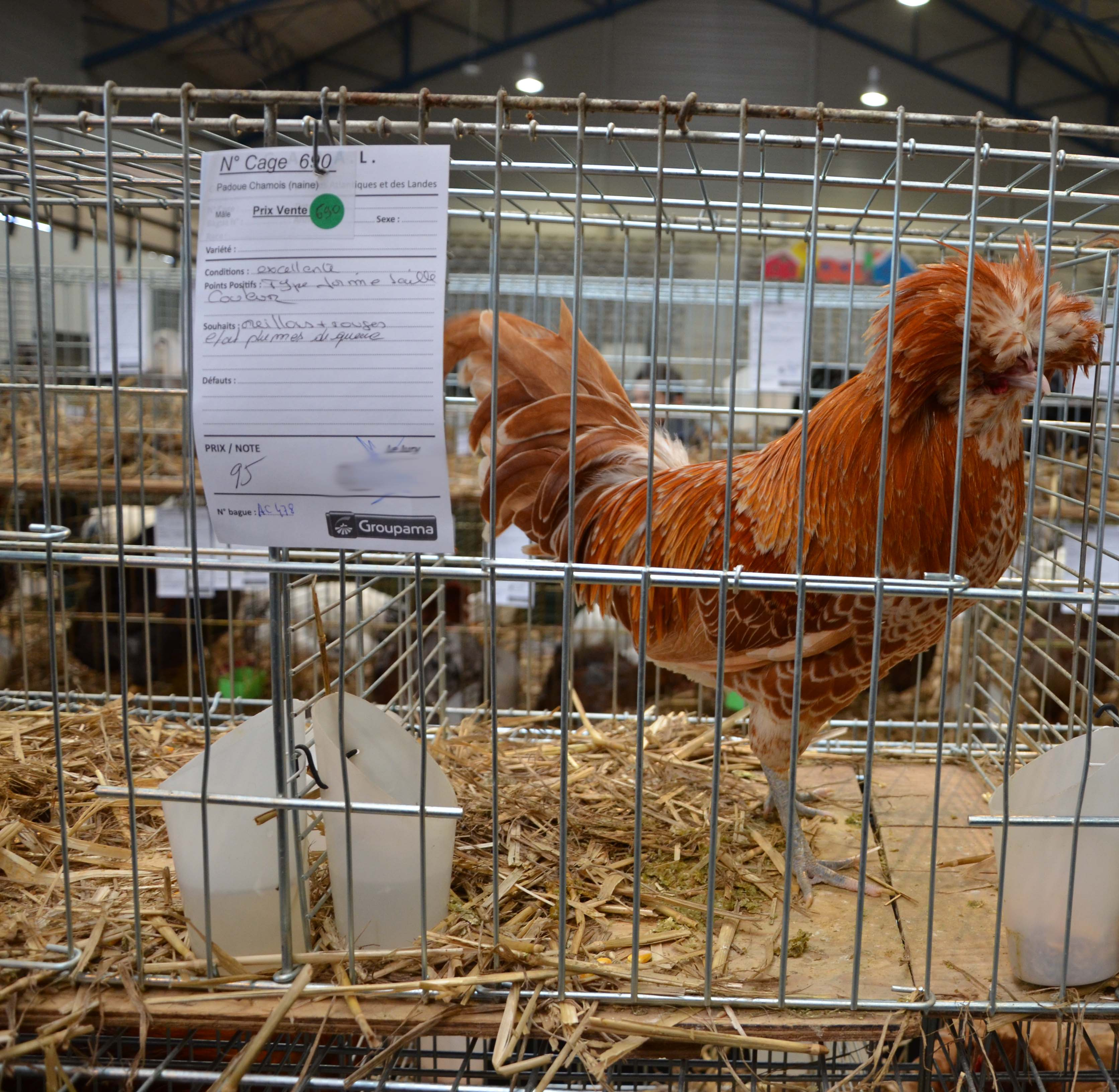
Coq Padoue nain chamois liseré blanc.
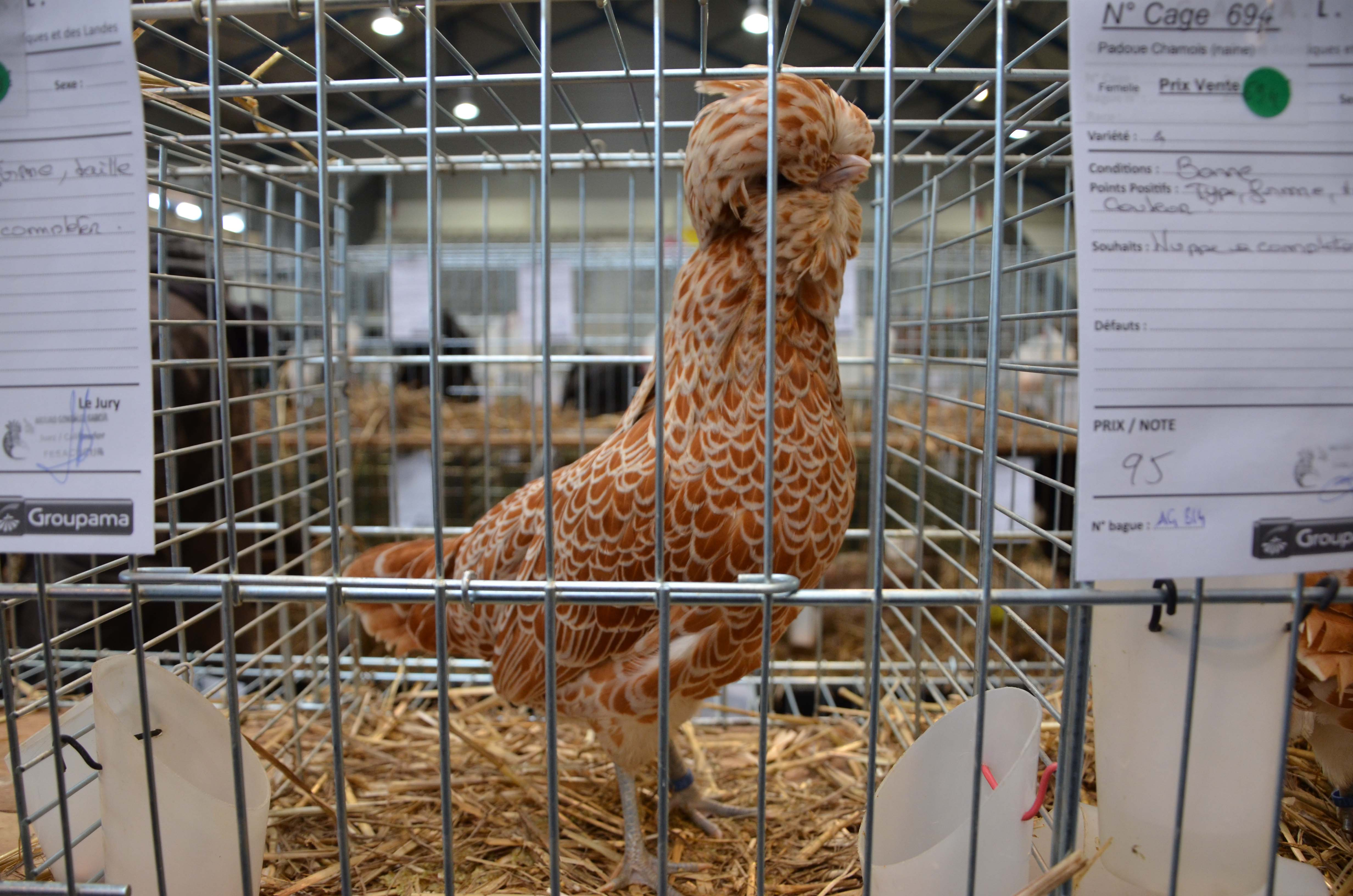
Poule Padoue naine chamois liseré blanc
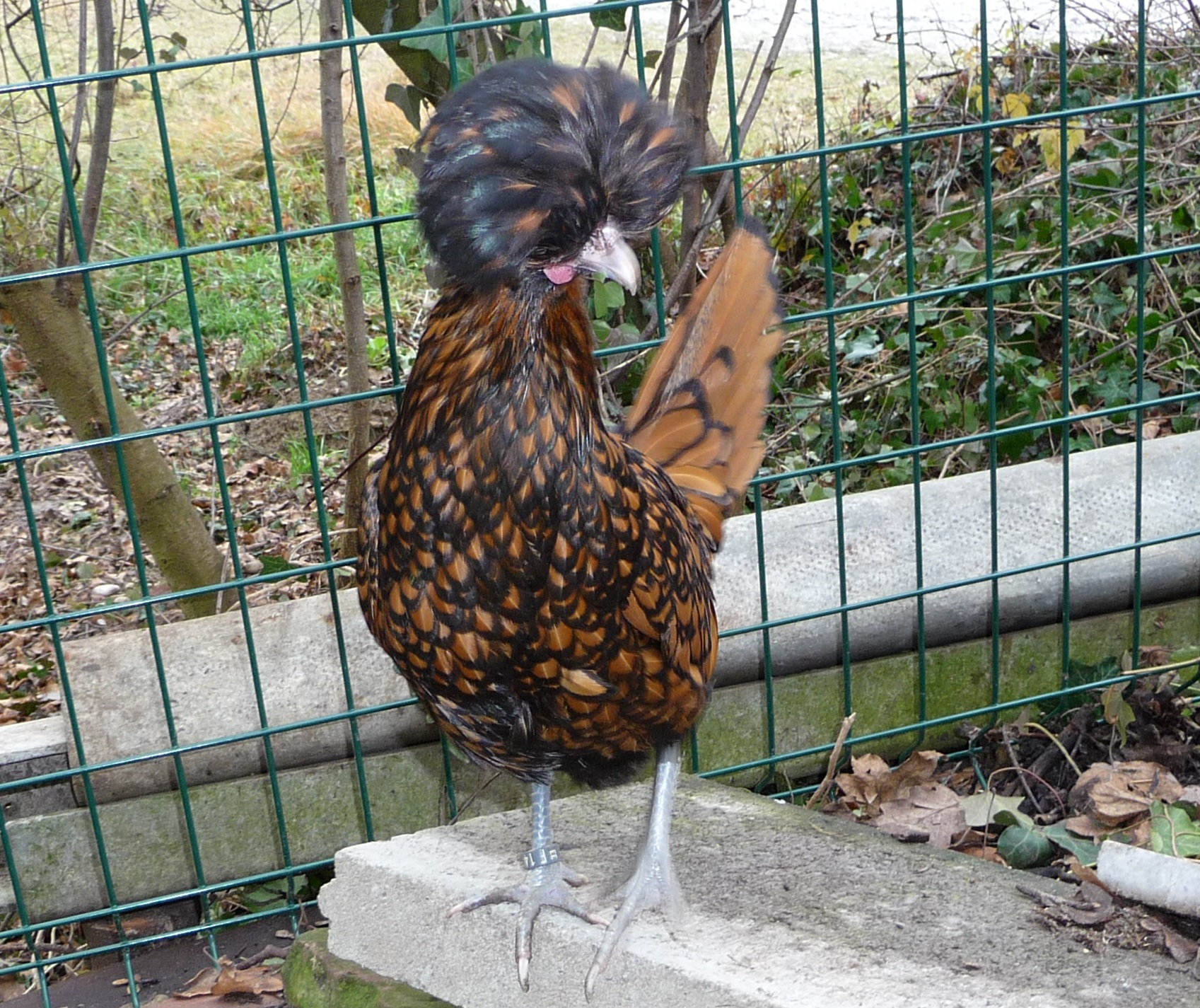
Poule Padoue doré liseré noir
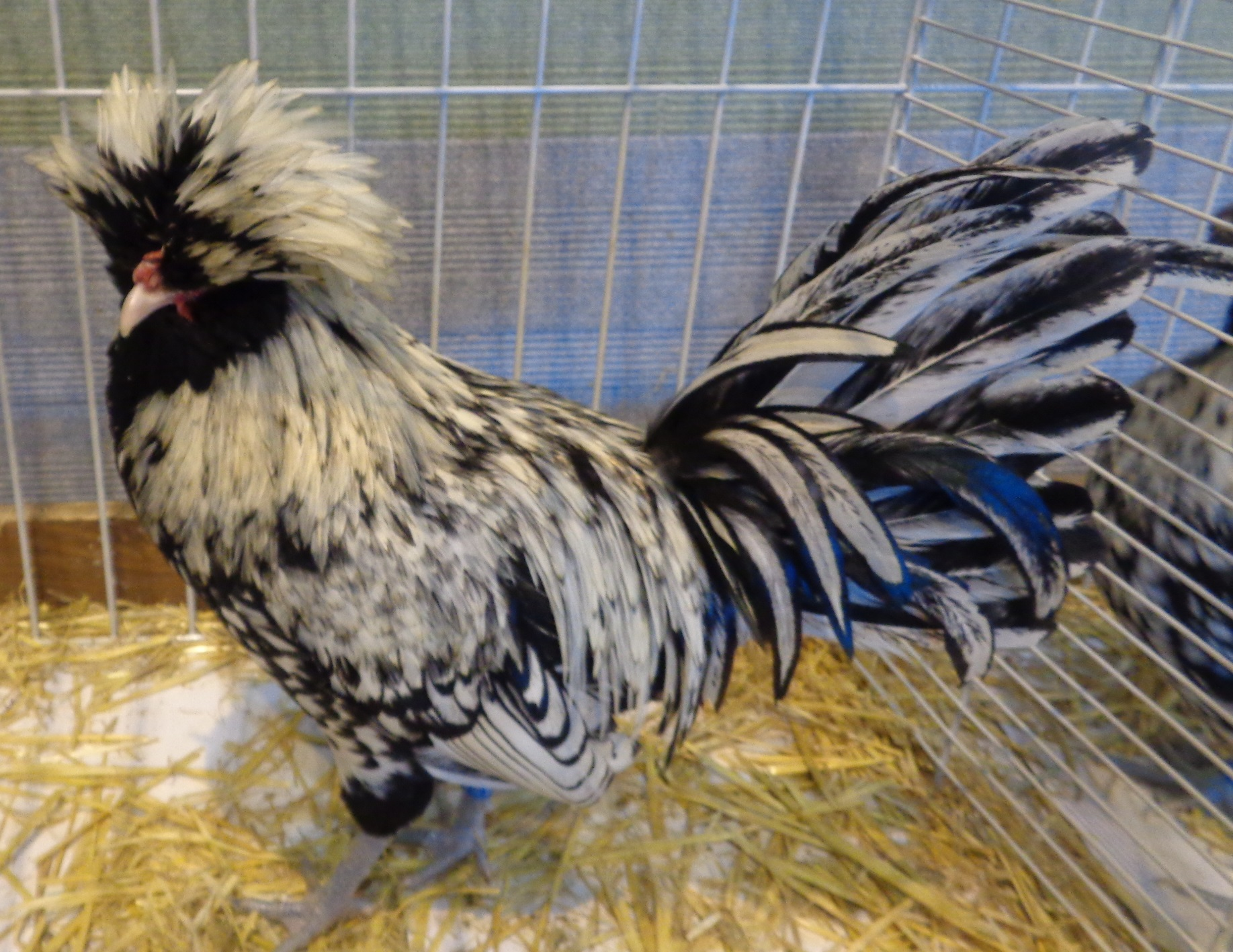
Coq Padoue argenté liseré noir

## Crâne de padoue

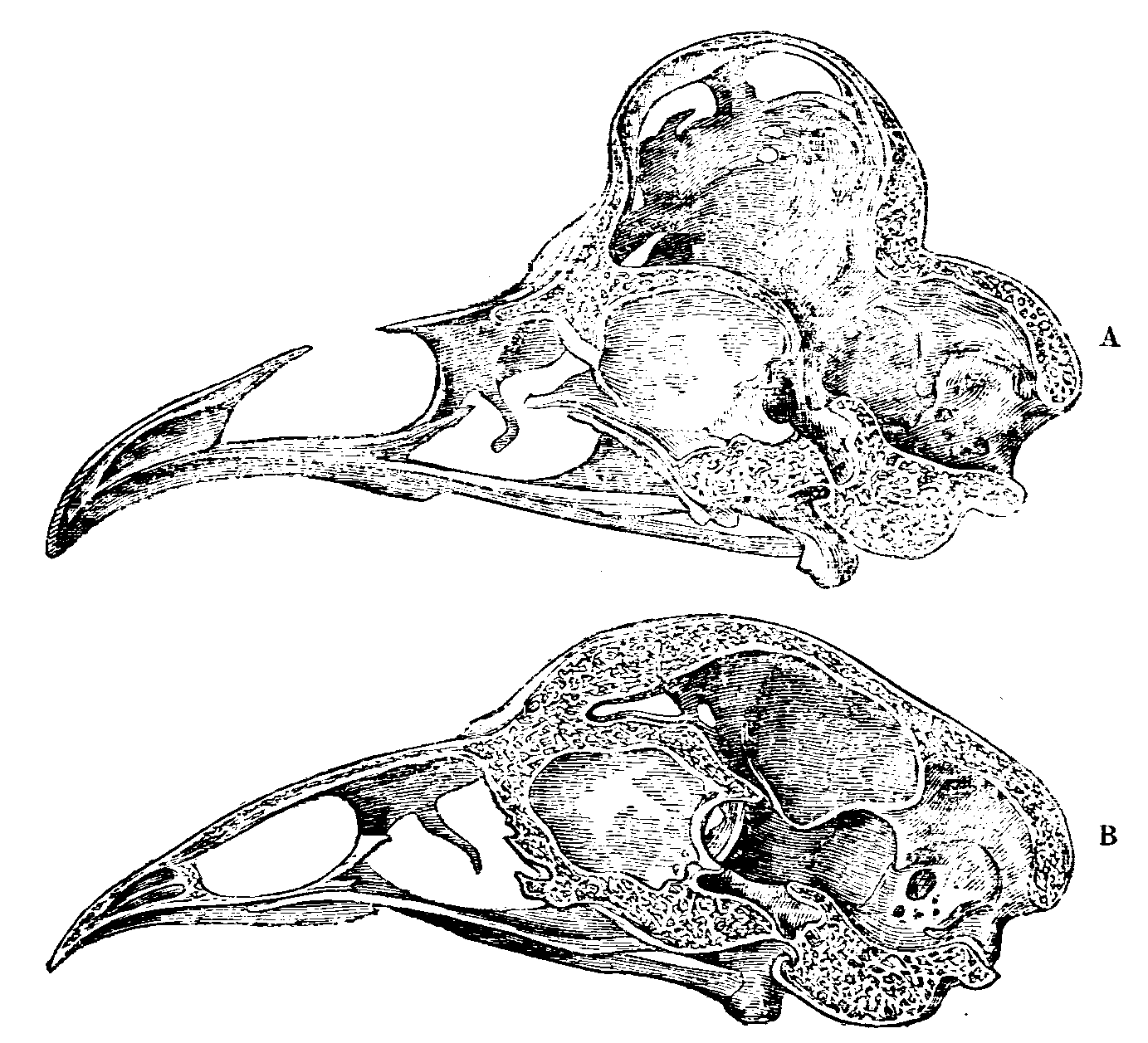
Dessin de deux crânes par Charles Darwin en 1868. L'un présente une protubérance crânienne, l'autre non.

La padoue a donné son nom a la protubérance crânienne que l'on peut observer chez certaines volailles : le « crâne de padoue ». Chez certaines races, comme la poule soie, cela est considéré comme un défaut.

### Sources
- Le site de la Fédération française des volailles.
- Le standard officiel des volailles (Poules, oies, dindons, canards et pintades), édité par la société centrale d'aviculture de France (SCAF).
- Le Padoue et Hollandaise club de France.